# 斯图尔特·博斯韦尔
斯图尔特·博斯韦尔（英語：Stewart Boswell，1978年7月29日—），澳大利亚男子壁球运动员。他曾代表澳大利亚参加2002年、2006年和2010年英联邦运动会壁球比赛，获得四枚银牌和一枚铜牌。